# Comiciade

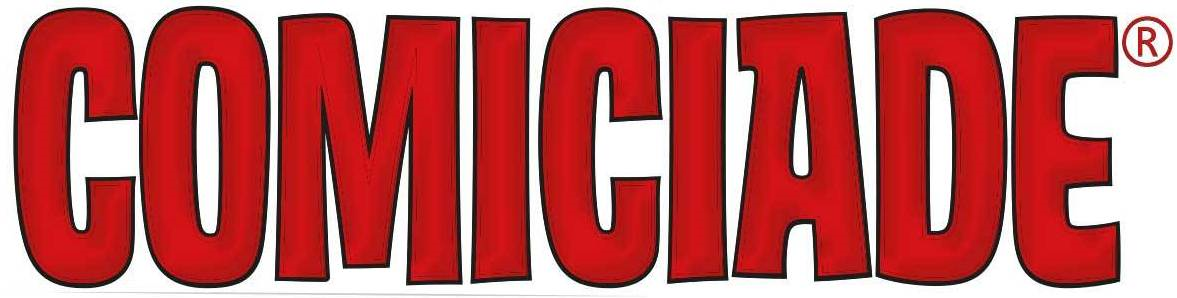
Logo der Comiciade

Die Comiciade (Eigenschreibweise: COMICIADE) ist ein Gesamtkonzept, das sich mit dem Thema Comics beschäftigt. Höhepunkt ist das seit 2014 alle zwei Jahre stattfindende, internationale und interaktive Comic-Festival in Aachen, das aus einer dreitägigen Comicmesse mit Fachvorträgen, Filmvorführungen und Mitmachaktionen, sowie aus Streetart-Projekten, Dauerinstallationen und über das Jahr verteilte Workshopreihen besteht.
Die COMICIADE ist eine Veranstaltung der IG Aachener Portal e. V. in Kooperation mit der nonplusultra Werbe- und Eventagentur. Die Veranstaltung war anfangs Teil des Konzepts Soziale Stadt für das Stadtviertel Aachen-Nord und wird finanziert aus Mittel der Regionalen Kulturpolitik NRW des Ministeriums für Kultur und Wissenschaft des Landes Nordrhein-Westfalen, der Stadt Aachen sowie von mehreren renommierten Sponsoren.
Seit 2019 wurde zudem Eupen in Belgien als Veranstaltungsort mit einbezogen und seit 2023 die Aachener Veranstaltung in die 100’5 Arena im Stadtteil Soers verlegt.

## Vorgeschichte
Als zentraler Messestandort und Kooperationspartner wurden vom Veranstalter 2013 das Ludwig Forum für Internationale Kunst und seitens der Stadt Aachen Fördermittel aus dem Verfügungsfonds Soziale Stadt Aachen-Nord sowie viele weitere Sponsoren und der Oberbürgermeister Marcel Philipp als Schirmherr gewonnen.
Für die erste Comiciade im April 2014 liefen bereits ab September 2013 Werbekampagnen in den öffentlichen Medien und die Veranstaltung wurde über vier Seiten in dem Jahrbuch des Interessenverbandes Comic (ICOM) aufgelistet. Von Harald Schröder wurde ein Comiciade-Trailer inszeniert und im Aachener Apollo-Kino ins Vorprogramm der Hauptfilme aufgenommen. Wenige Wochen vor der ersten Messe erschien die Comiciade-Depeche als 36-seitiges Programmheft.
- eine Auswahl renommierter Künstler und ihrer Projekte im Rahmen der Veranstaltung

## Einzelveranstaltungen

### Comiciade 2014

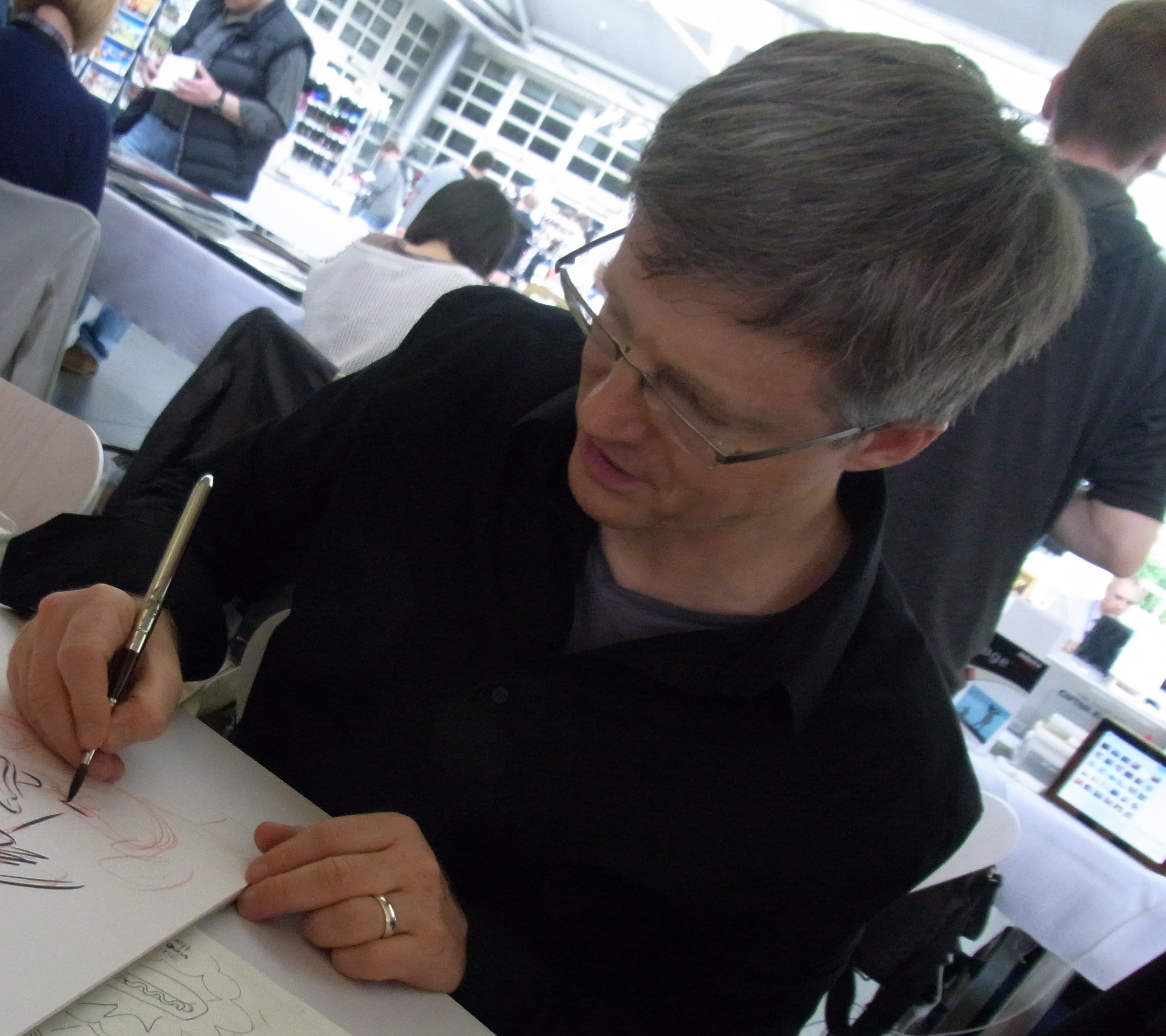
Disney-Zeichner Ulrich Schröder auf der Comiciade 2014

Die Auftaktveranstaltung fand schließlich am 4. und 5. April 2014 statt und wurde von der IG Aachener Portal e. V. in Zusammenarbeit mit einer Werbeagentur und in Kooperation mit dem Ludwig Forum für Internationale Kunst durchgeführt. Mehr als 70 internationale Künstler und mehrere Verlage, darunter Salleck Publications, Panini Comics, dani books und TheNextArt, sowie regionale wie beispielsweise die Edition Pastorplatz und überregionale Händler waren zu Gast. Das Festivalprogramm bestand aus Ausstellungen und Veröffentlichungen internationaler Künstler, wie beispielsweise die Ausstellung Druckworks des Donald-Duck-Zeichners Ulrich Schröder, sowie aus Workshops und einem Rahmen- und Vortragsprogramm, für das unter anderem der Romanist Wolf Steinsieck als Gastredner gewonnen werden konnte. Darüber hinaus fanden mit Unterstützung der Stawag mehrere Kunstaktionen aus dem Bereich der Streetart im öffentlichen Raum statt und die Cosplayszene war mit einem eigenen Programm und einem eigenen Wettbewerb vertreten. Insgesamt kamen mehr als 3000 Besucher an den beiden Tagen zur Hauptveranstaltung und zum Rahmenprogramm.
Die Agentur nonplusultra wurde für die Comiciade 2014 mit dem Aachener Marketingpreis des Marketingclubs Aachen ausgezeichnet.
Die Bäckerei Nobis gab sowohl zur Comiciade 2014 als auch zur Comiciade 2016 eine eigene Karl-der-Kleine-Printe heraus.

### Comiciade 2016

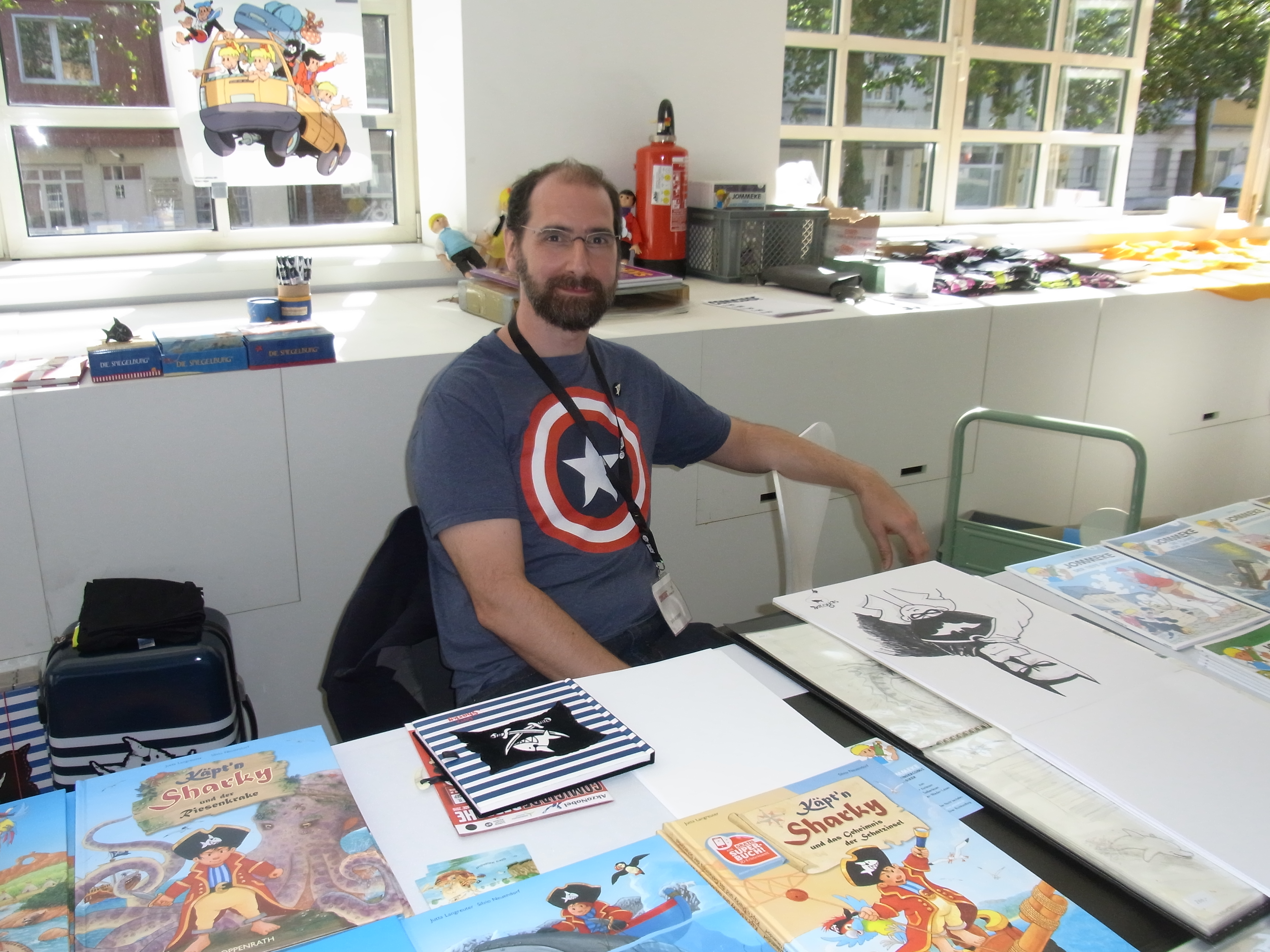
Silvio Neuendorf auf der Comiciade 2016

Die zweite Veranstaltung wurde 2016 von der Werbeagentur nonplusultra in Kooperation mit dem Ludwig Forum durchgeführt sowie dem neuen Hauptsponsor AkzoNobel und stand diesmal unter der Schirmherrschaft des Städteregionsrates Helmut Etschenberg. Das Festivalprogramm richtete sich schwerpunktmäßig vor allem an Jugendliche und Interessenten für Comic, Cosplay, Manga, Urbane Kunst und Street Art und bestand aus der Ausstellung In drei Tagen durch das Comic Universum bei der Werke von den Peanuts, Vater und Sohn, Ritter Rost und Käpt’n Sharky zu sehen waren. Auf der Messefläche stellten erneut mehrere Verlage ihr Verlagsprogramm vor und junge Zeichner konnten sich präsentieren. Workshops gab es unter anderem mit dem Stargast Vicki Scott sowie mit Ulrich Schröder, Martina Peters und Enis Čišić. Im Rahmenprogramm traten Kai Havaii und Stefan Kleinkrieg von EXTRABREIT sowie FIL auf und es gab Lesungen mit Nils Oskamp und Jörg Hilbert. Darüber hinaus fand in Kooperation mit der Stadtbibliothek Aachen die Ausstellung Drei Steine über Rechtsradikalismus von Nils Oskamp fand statt. Das Cosplay-Rahmenprogramm fand in der ehemaligen und profanierten Kirche St. Elisabeth statt, die vorübergehend als Hotel Total umfunktioniert worden war.

### Comiciade 2018

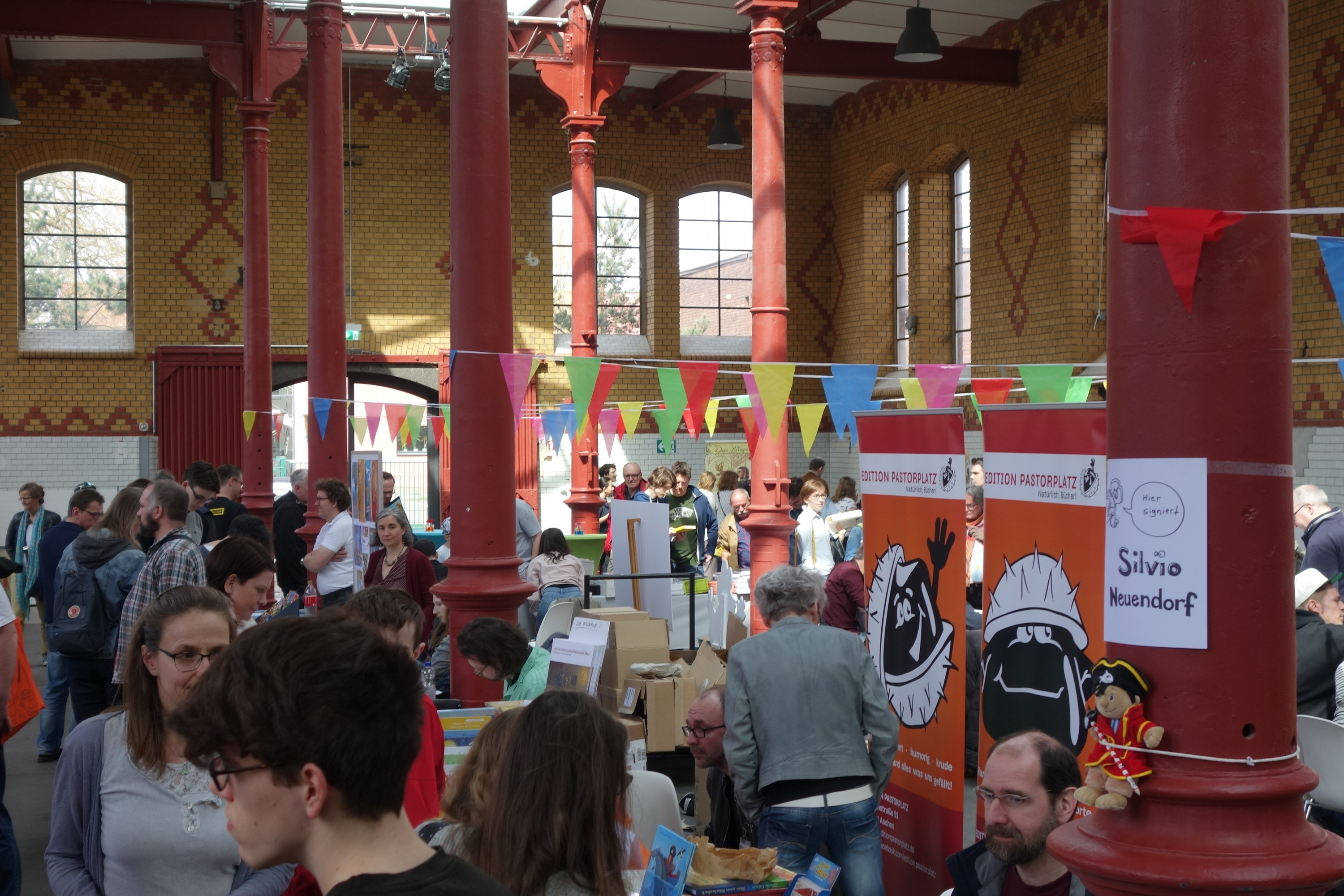
Comiciade 2018 in Halle 60 des Alten Schlachthofs

Die dritte Comiciade fand vom 14. April bis 15. April 2018 erneut unter der Schirmherrschaft von Helmut Etschenberg statt. Anstelle des Ludwig Forums übernahm diesmal die P3 communications GmbH die Kooperationspartnerschaft und der zentrale Veranstaltungsort wurde in die Halle 60 des ehemaligen und unter Denkmalschutz stehenden Alten Schlachthofes Aachen verlegt. Mehr als 20 Verlage und Händler sowie erneut mehr als 50 Künstler waren vor Ort, darunter die mittlerweile 80-jährige Übersetzerin der Asterix-Hefte Gudrun Penndorf und der mit erst 13 Jahren jüngste Comickünstler der Veranstaltung mit seiner 6. Ausgabe der Mr. Twityboy-Serie.
Die Stadtbibliothek präsentierte diesmal die Ausstellung Graphic Novel – Literatur in Bildern, eine seit den 1980er Jahren aus den USA übernommene Bezeichnung für anspruchsvolle Comics in Buchform. Sie widmet sich der Verbindung von Bild und Text in klassischer und zeitgenössischer Literatur. Mehrere Workshops wurden noch vor der Eröffnung der Comiciade für Schulklassen und die Allgemeinheit angeboten, die unter Leitung von Vicki Scott, Ulrich Schröder und Ronja Wugk standen und teilweise in Zusammenarbeit mit dem Ludwig Forum durchgeführt wurden. Die Ergebnisse dieser Kurse wurden zum Teil auf der Comiciade präsentiert oder erscheinen in der Stadtteilzeitung Aachen-Nord.

### Comiciade 2019

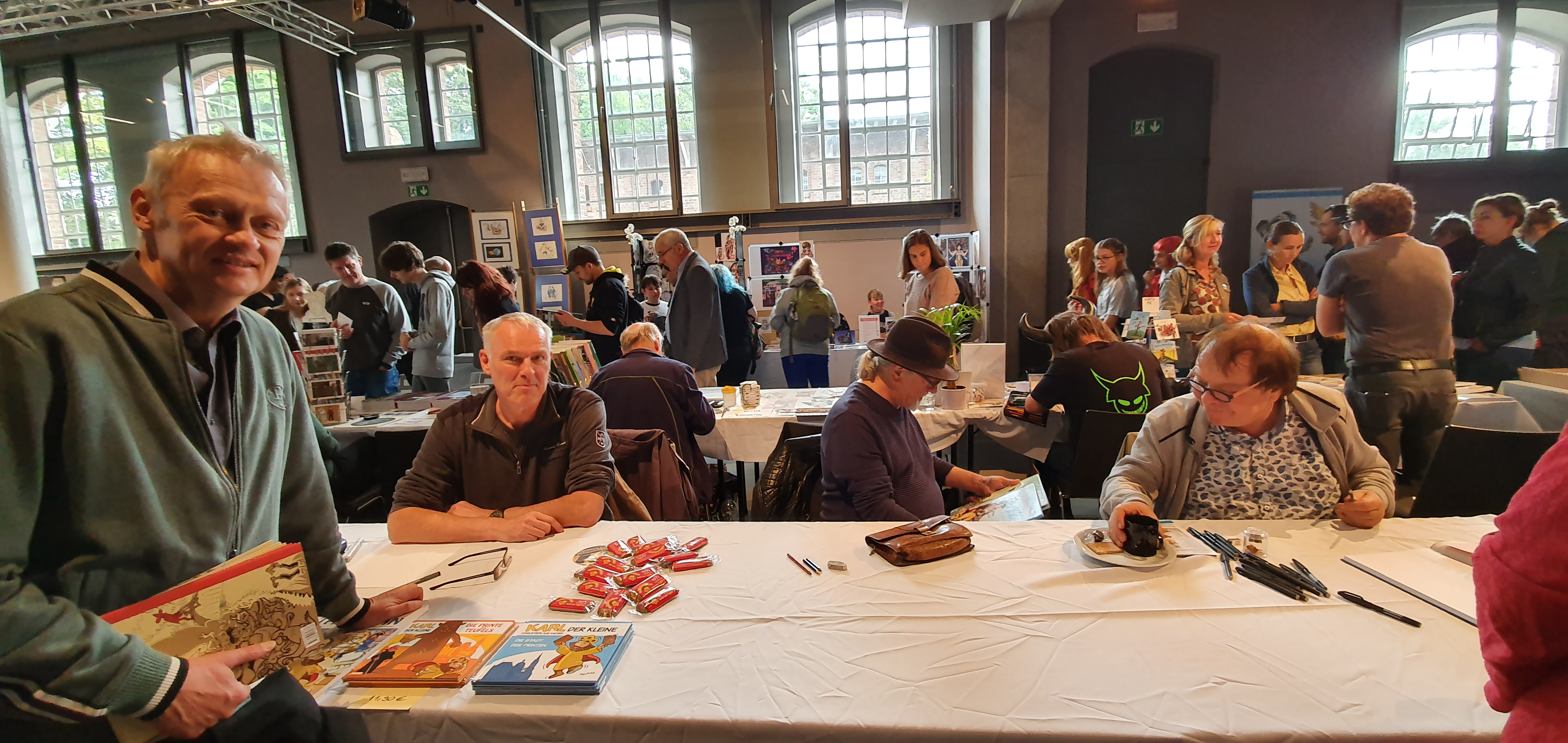
Comiciade 2019 im Alten Schlachthof in Eupen (Belgien)

Die vierte, außerplanmäßige Comiciade fand am 29. September 2019 erstmals im Mutterland der Comics in Belgien statt. Sie wurde veranstaltet von der IG Aachener Portal e. V. zusammen mit der Werbeagentur nonplusultra-event im Alten Schlachthof in Eupen. Die Comiciade stand unter dem Motto Feminismus, das als Jahresthema des benachbarten und mit einbezogenen IKOB – Museum für zeitgenössische Kunst vorgegeben war, wo auch die Eröffnungsveranstaltung mit einer international besetzten Gesprächsrunde stattfand. Künstler und Künstlerinnen aus vielen Ländern, darunter auch einige aus dem Großraum Eupen und den benachbarten Regionen, waren auf der Veranstaltung vertreten.

### Comiciade 2021

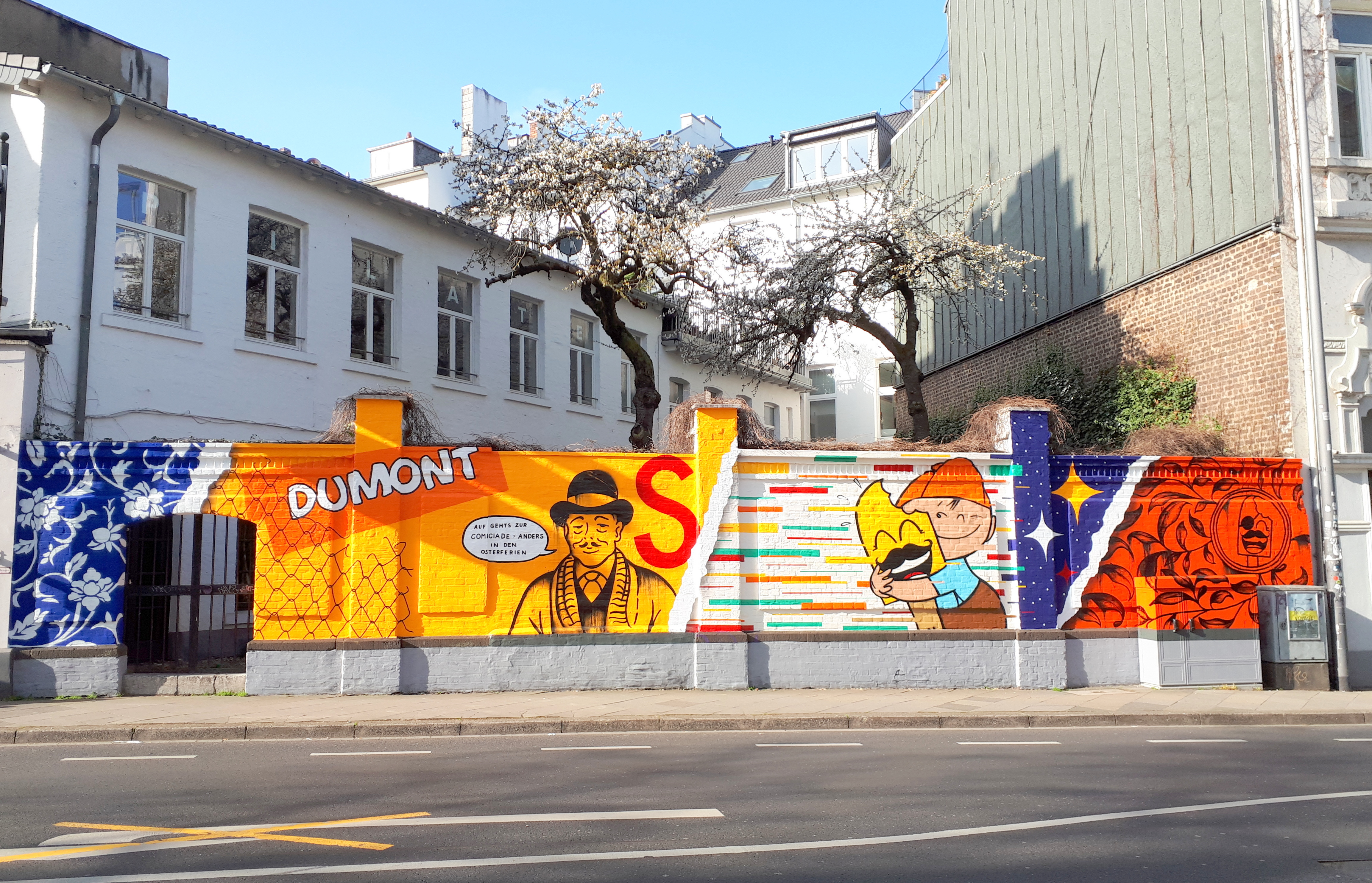
Graffiti Senor Schnu Zollernstraße 2021

Aufgrund der COVID-19-Pandemie in Deutschland wurde die Comiciade 2020, welche vom 25. bis 26. April hätte stattfinden sollen, abgesagt.
Unter dem Motto comiciade x anders wurde die Comiciade vom 29. März bis 10. April 2021 während der NRW-Osterferien als Ersatz für die ausgefallene Veranstaltung 2020 nachgeholt. Sie stand unter der Schirmherrschaft des Städteregionsrats der Städteregion Aachen Tim Grüttemeier und wurde unter Corona-Schutz-Bedingungen als kontaktloses Comic-Festival organisiert. Mittelpunkt war eine Ausstellungsmeile, die vom Hansemannplatz entlang der Jülicher Straße bis zum Ludwig-Forum sowie in einigen Nebenstraßen verlief. Hierbei wurden sowohl in Schaufenstern als auch auf Plakatkästen und auf zwei Litfaßsäulen die neuesten Comiczeichnungen der teilnehmenden Künstlerinnen und Künstler ausgestellt und mit einem Gewinnspiel verbunden. Darüber hinaus wurden die üblichen Workshops, Talkrunden, Lesungen und Panels virtuell als Zoom-Meeting angeboten. Anlässlich der 2021er-Comiciade gestaltete Señor Schnu eine Wand vor dem Jazz-Klub Dumont in der Zollernstraße in Aachen mit einem neuen Graffiti sowie die komplette Außenfassade eines Imbisskiosks auf dem Ungarnplatz. Trotz der aktuellen Einschränkungen nahmen erneut zahlreiche nationale und internationale Künstler und Künstlerinnen teil, darunter viele erstmals bei dieser Messe, und präsentierten ihre neuesten Werke.

### Comiciade 2022

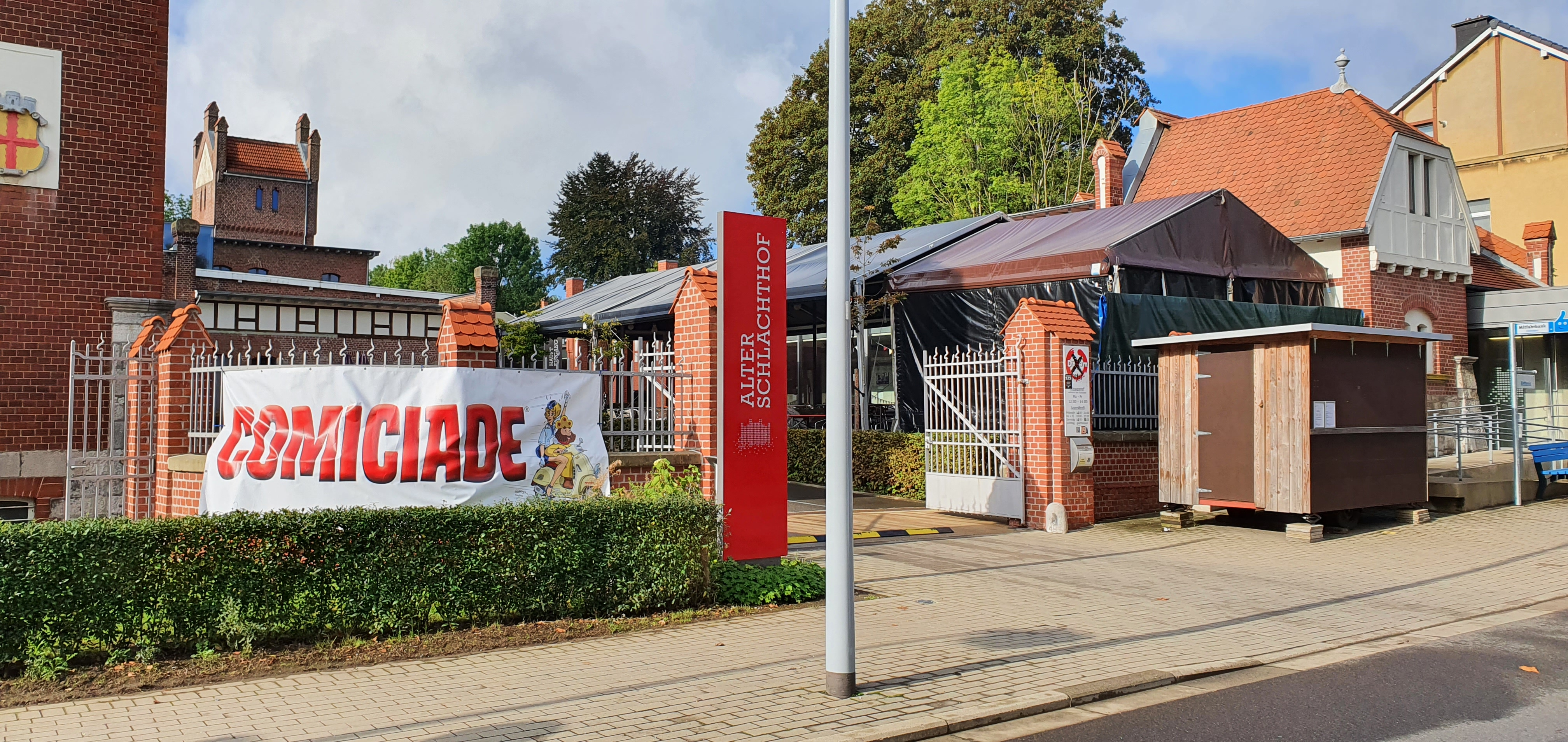
Comiciade 2022

Bedingt durch Stornierungen im Rahmen der COVID-19-Pandemie konnte die 2. Eupener Comiciade erst am 25. September 2022 stattfinden. Im Alten Schlachthof von Eupen stellten erneut Comiczeichner aus dem In- und Ausland, alte Bekannte aber auch neue Gesichter, ihre neuesten Werke vor. Zu den Gästen gehörten u. a. die belgischen Künstler Hermann Huppen und Patrick Van Oppen, aus den Niederlanden Sytse S. Algera und aus Deutschland Peter Schaaff und Frauke Berger.
Auf einer der Ausstellungen präsentierte Bart Proost aus Lommel seinen Comicband Kaspar Hauser, in dem er die deutsche Geschichte von Kaspar Hauser als Graphic Novel erzählt. Ferner stellte Willi Blöß anlässlich des 50. Todestages des belgischen Grafikers, Zeichners und Malers Frans Masereel seine 39. Comic-Künstler-Biografie ebenso vor wie Daniel Kirschvink aus Hauset seine neuesten Illustrationen über King Kong oder Henry Kreklow und Volker Krings ihre gemeinsame Neuerscheinung Operation Küsch, bei der Außerirdische den Kelmiser Karnevalszug entführen wollen. Das Rahmenprogramm bot Gespräche, Lesungen, Erfahrungsaustausch, Signierstunden, Zeichenübungen und Workshops sowie einen abschließenden Cosplay-Wettbewerb, bei dem unter anderem im Comicstil gestaltete Autos ausgestellt waren.

### Comiciade 2023

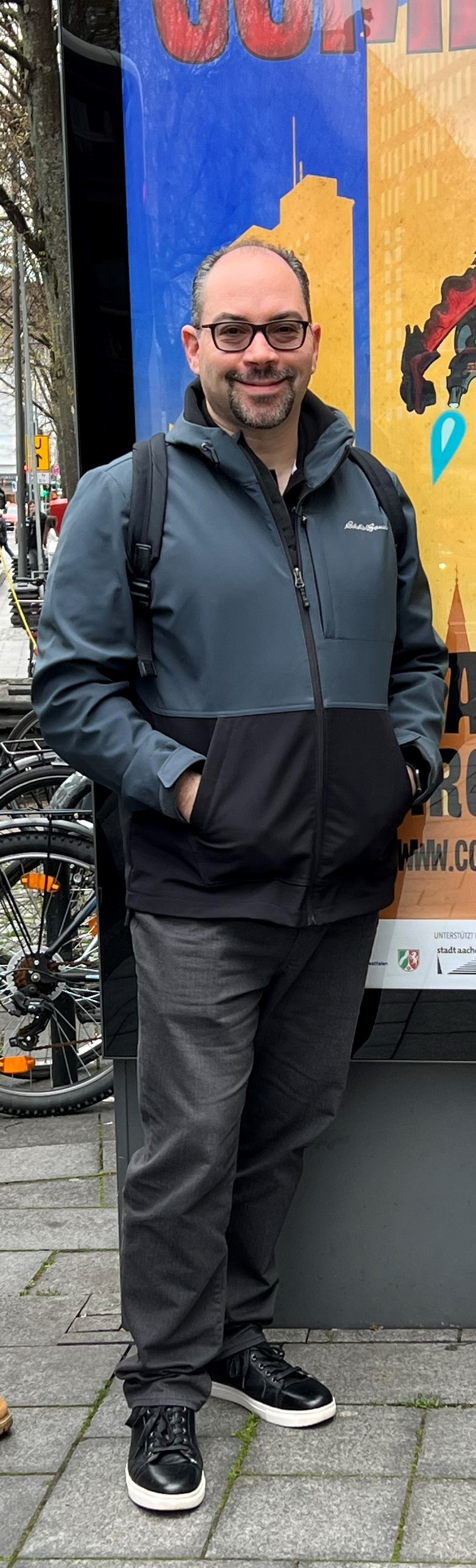
Alexis E. Fajardo
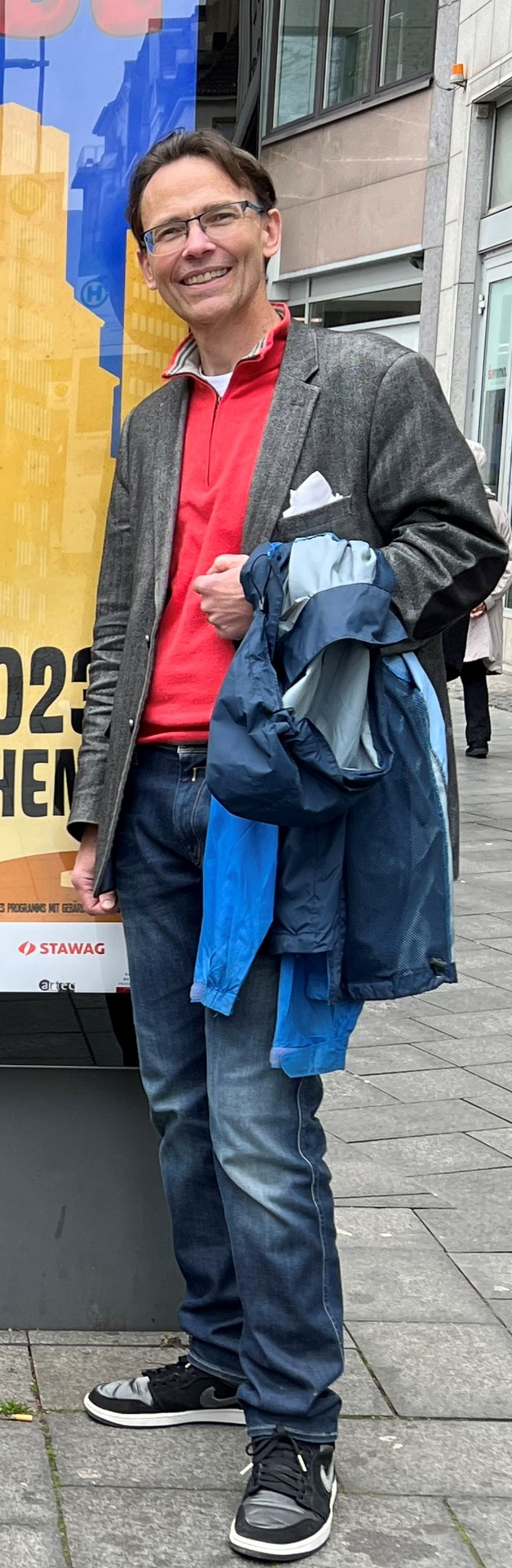
Robert Pope

Am vorletzten Aprilwochenende 2023 fand erstmals in der 100’5 Arena in Aachen die nächste Ausgabe der Comiciade mit mehr als 60 Zeichnern und 20 Verlagen und Händlern statt. Neben vielen renommierten in- und ausländischen Comicschreibern und -zeichnern traten diesmal erstmals der Franzose Yoann mit seinen Geschichten über den wundersamen Hotelpagen Spirou sowie Alexis Fajardo, „Editorial Director“ bei der Charles M. Schulz-Gesellschaft in Kalifornien, mit seinen Zeichnungen über den „Peanuts“-Antihelden Charlie Brown auf. Wie immer wurde die Veranstaltung mit einem abwechslungsreichen Rahmenprogramm ausgestaltet, bei dem neben Workshops und einer Manga-Kreativ-Werkstatt unter anderem eine lebendige Star-Wars-Ausstellung mit Walking Acts und Ausstellungsstücken präsentiert wurde. Darüber hinaus konnten die Besucher selbst etwa als Darth Vader, Geisha oder Pikachu aus der Pokémon-Familie verkleidet zum Teil des Events werden.

### Comiciade 2024

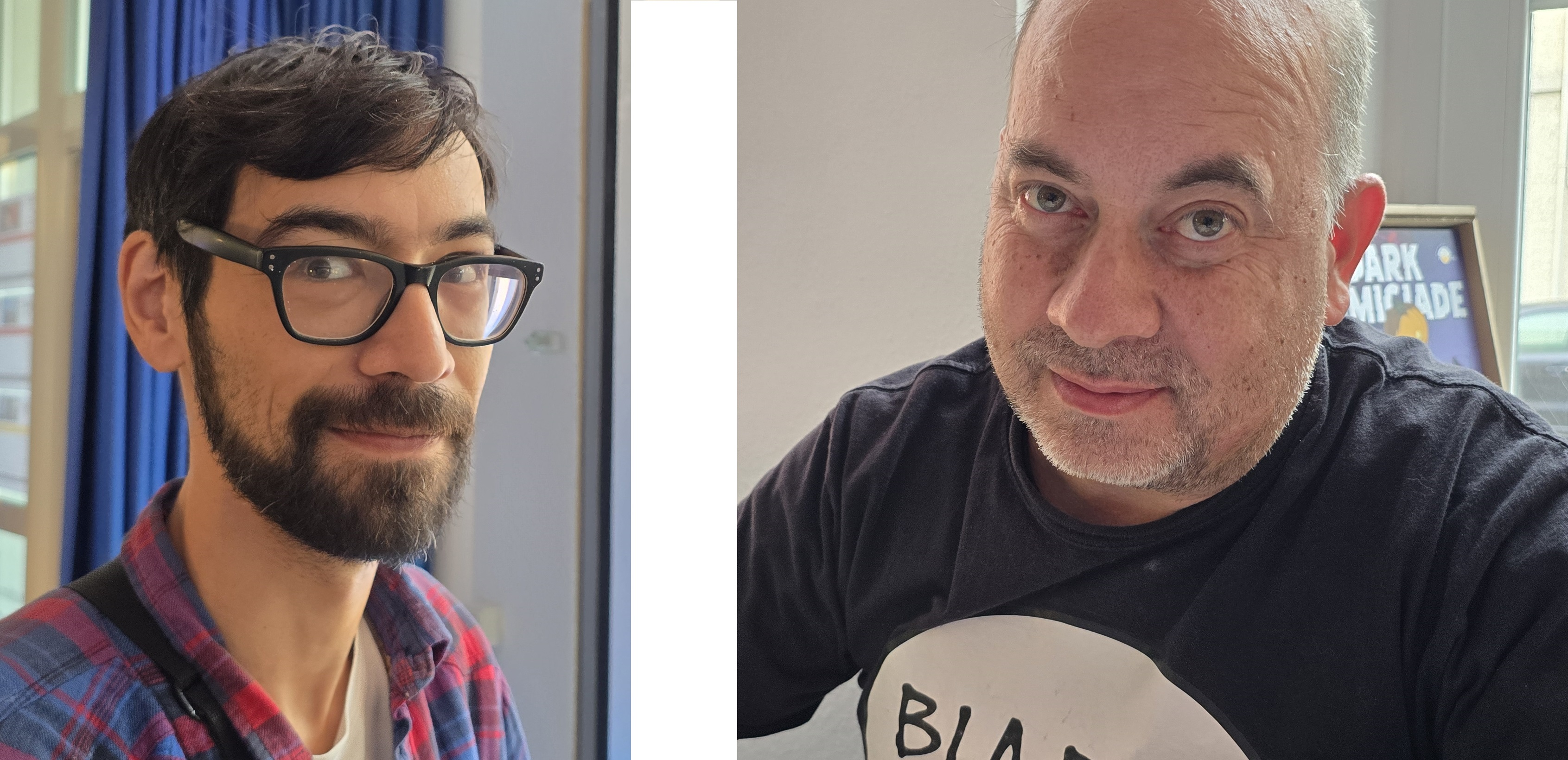
Doktor Travis (li.) und Henry Kreklow (re.)

Anlässlich des bevorstehenden Halloweentages fand am Wochenende 26./27. Oktober die Veranstaltung im Eupener Jünglingshaus, das unter der Leitung des „Kulturellen Komitees der Stadt Eupen VoG“ steht, erstmals unter dem Motto „Dark Comiciade“ mit zahlreichen in- und ausländischen Künstlern statt. Dabei drehte sich alles um Geister, Monster, Vampire, Ungeheuer und vielen mehr. Ein Schwerpunkt war unter anderen der magische Cosplay-Wettbewerb mit Halloween-Kostümen, wobei die furchtbarsten Gestalten von Künstlern vor Ort ausgezeichnet wurden. Die Veranstaltung wurde eingerahmt mit Lesungen von entsetzlichen Geschichten über Hexen, Wahrsager und Geisterjäger. Ergänzend dazu wurde samstagabends im Cinema Eupen der Film Ghost in the Shell von 2017 mit Scarlett Johansson in der Hauptrolle aufgeführt, der als Live-Action-Adaption auf das gleichnamige Anime von Masamune Shirow aus dem Jahr 1995 basiert.
Fester Bestandteil der Comiciade 2024 waren ebenfalls eine Ausstellung im Museum Vieille Montagne in Kelmis (18. Oktober 2024 bis zum 9. Februar 2025) mit Werken von Silvio Neuendorf, June Monestra, Rene Heinen, Henry Kreklow, Harald Schröder und Annette Müllender sowie die „Dürener Monster-Tage“ (14. Oktober bis zum 18. Oktober 2024), die in der Stadtbücherei Düren stattfanden. Darüber hinaus gab es vom 14. Oktober bis zum 18. Oktober 2024 unter dem Motto „Mit dem Zeichenstift auf Abenteuerjagd“ auf dem Abenteuerspielplatz „Zum Kirschbäumchen“ in Aachen Zeichenkurse, geleitet von Doktor Travis.

### Comiciade 2025

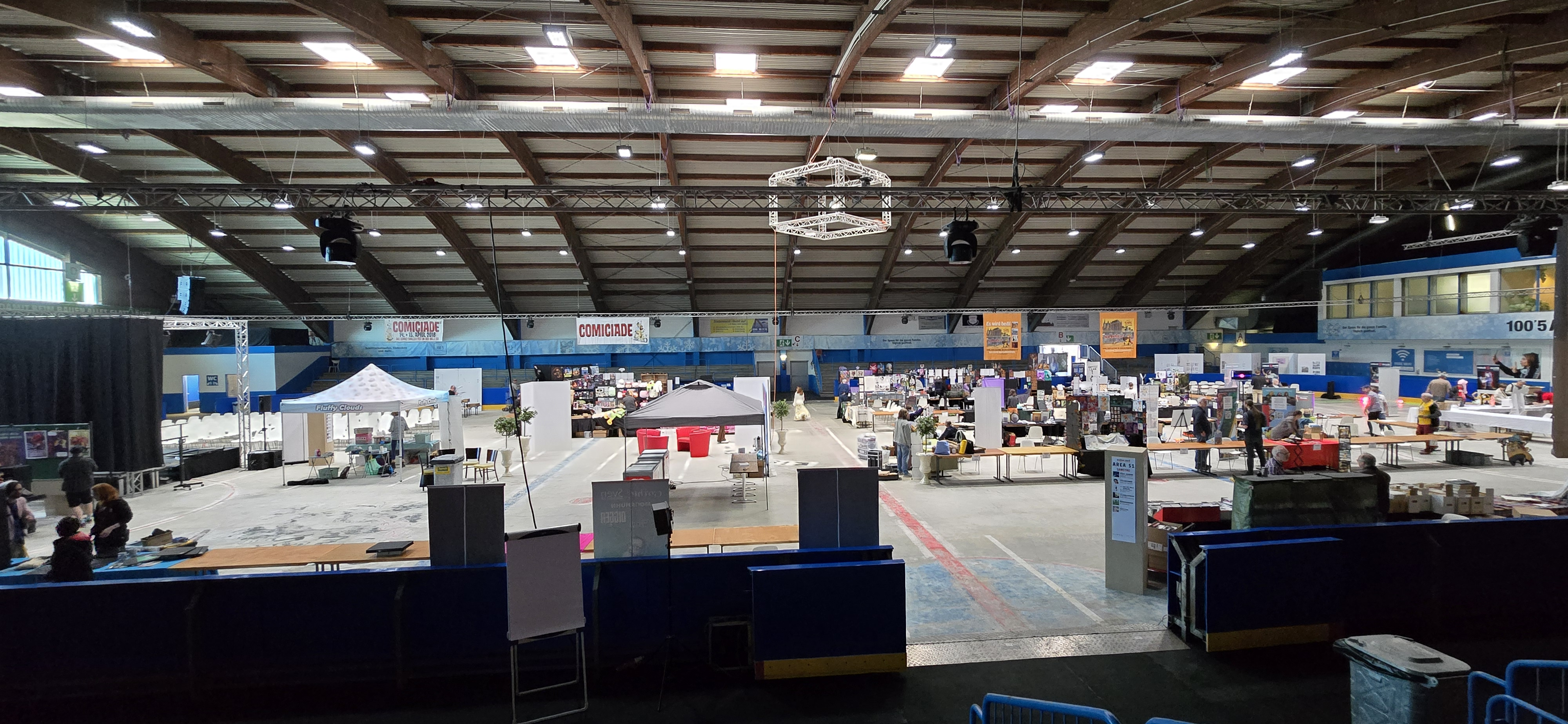
Aufbau in der 100’5 Arena

Am 10. und 11. Mai 2025 fand zum zweiten Mal in der 100’5 Arena in Aachen die Comiciade mit mehr als 80 Zeichnerinnen und Zeichnern und vielen Verlagen und Händlern statt. Gleich drei Zeichner der Serie Die drei ??? waren vor Ort: Kim Schmidt, Christopher Tauber und Harald Schröder. Henry Kreklow stellte seinen Comic Das Aachener Experiment vor. Hier geht es um die Ermordung von Franz Oppenhoff. Erstmals vertreten war ein Stand mit Lego-Dioramen und MOCs (My Own Creation). Wie immer wurde die Comiciade schon eine Woche vor Beginn von mehreren täglichen Lehrveranstaltungen und Workshops in Schulen und anderen Einrichtungen (Abenteuerspielplatz „Zum Kirschbäumchen“) begleitet. Ebenso gehörten zum Programm Ausstellungen, Zeichnerduelle, Podiumsdiskussionen, Lesungen, Künstlergespräche und Cosplay-Wettbewerbe.

## Wirken über die Comiciade-Veranstaltung hinaus
Neben der eigentlichen Ausstellung wurde die Comiciade langfristig in das Programm der außerschulischen Lernorte der Städteregion Aachen eingebunden, indem Workshops über Zeichnen von Mangas und Comics sowie das Herstellen von Trickfilmen und Cosplay-Kostümen angeboten werden. Das Angebot wurde von vielen Aachener Schulen angenommen. In der Zeit zwischen den Festivals finden darüber hinaus regelmäßige Comiciade-Workshops im Ludwig Forum und an anderen Orten statt.
Die Veranstalter haben sich zum Ziel gesetzt, dass Comiciade-Kunstwerke dauerhaft im Stadtbild verankert werden. So wurde unter anderem 2014 mit Unterstützung der Stawag Graffiti der Künstler Lake13, Alfred Neuwald, Willi Blöß, Harald Schröder und FeliX an mehreren Trafohäuschen der Stawag realisiert sowie in Kooperation mit dem Hauptsponsor AkzoNobel 2016 ein Peanuts-Mural in der Robensstraße 17 in Aachen mit ca. 270 m² Fläche nach einem Entwurf von Vicki Scott erstellt.

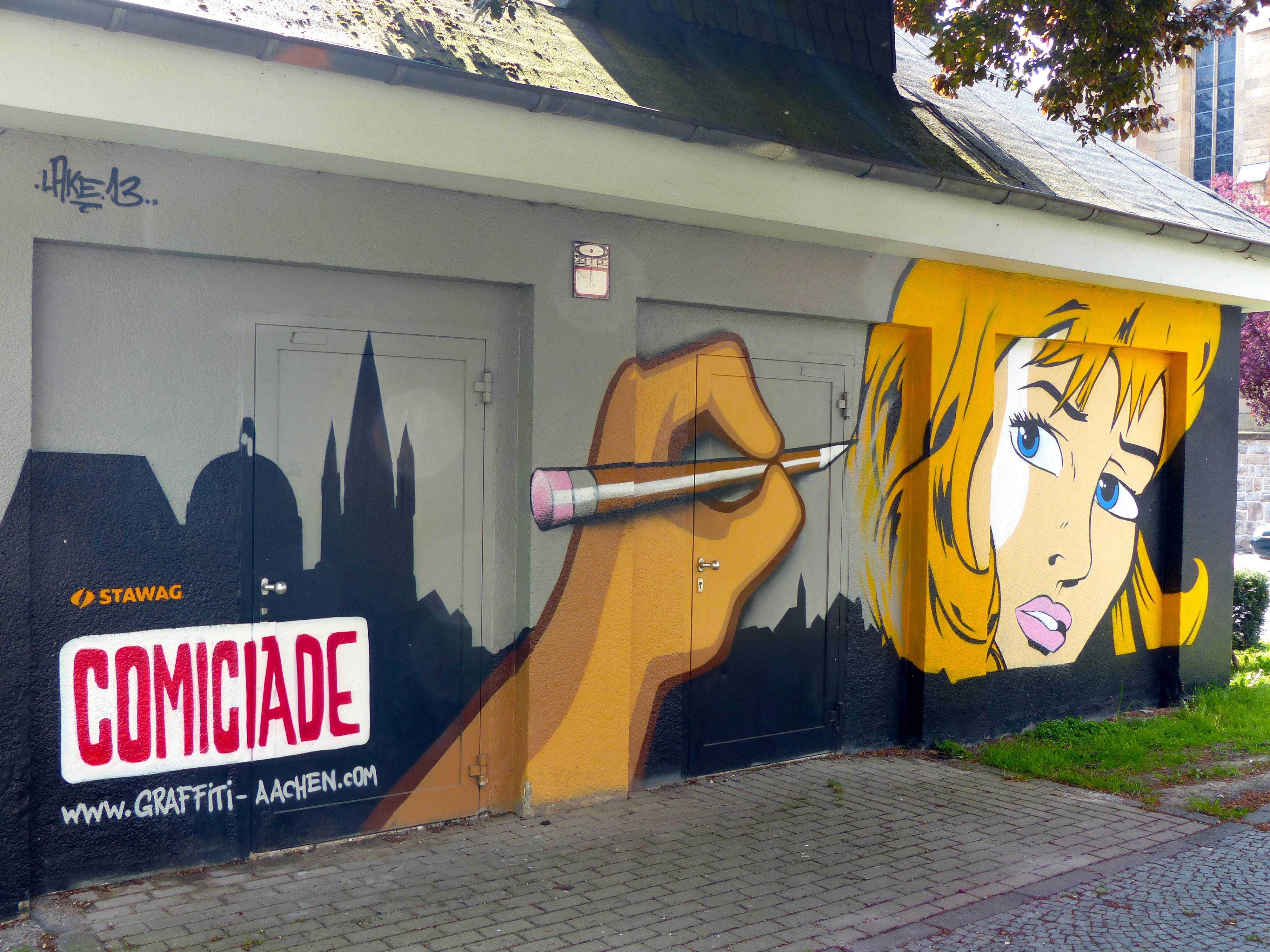
Mural von Lake13
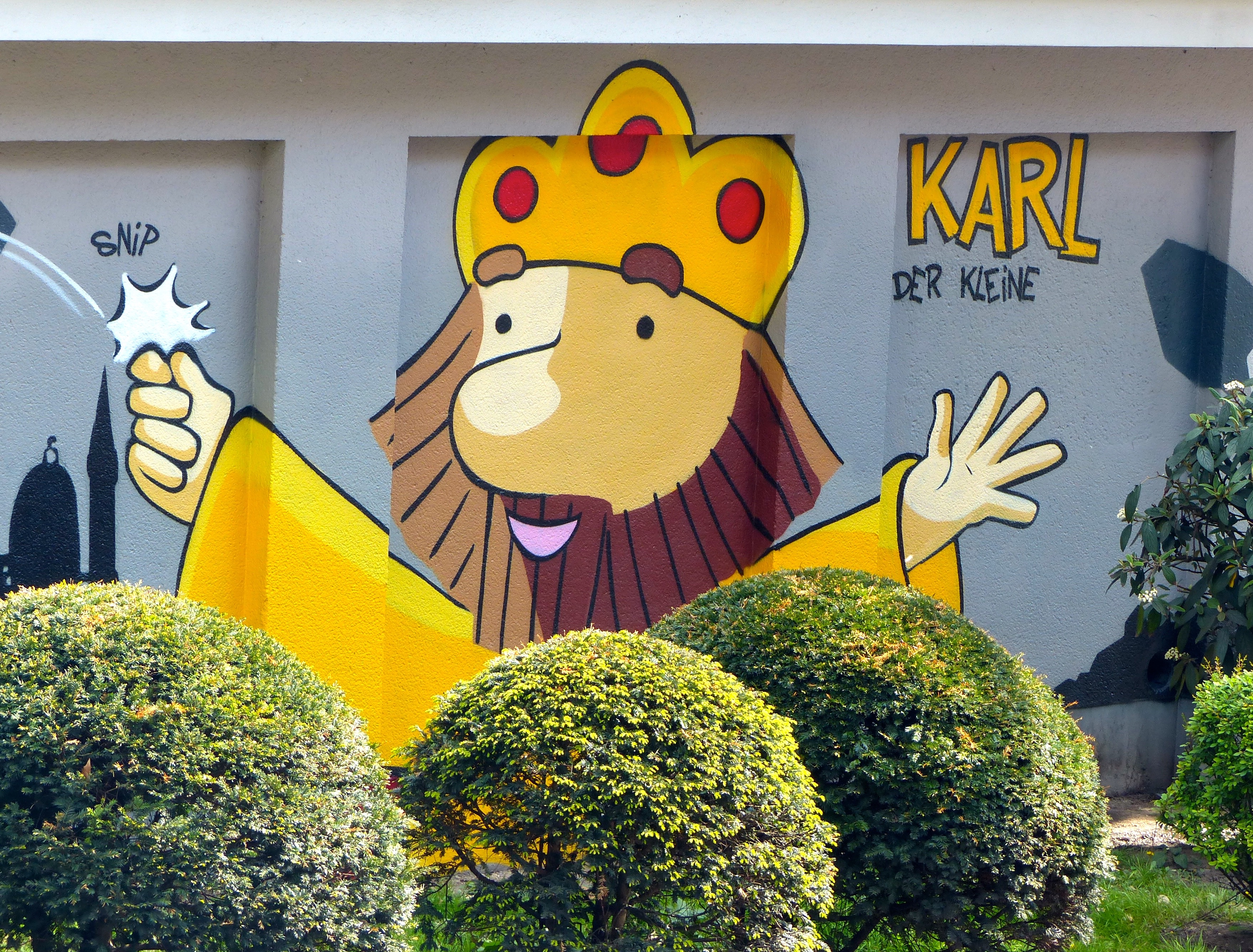
Karl der Kleine von Alfred Neuwald
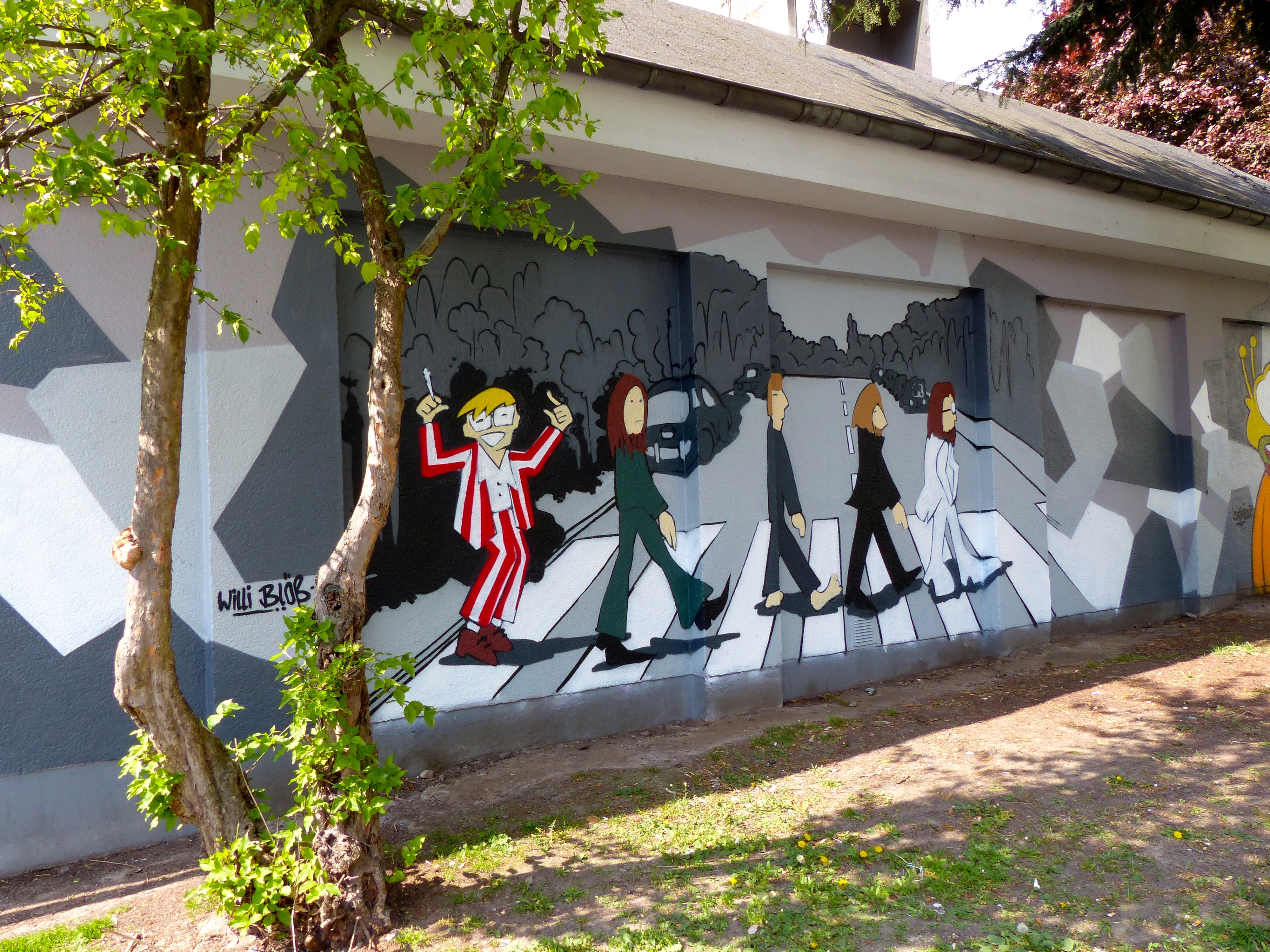
Mural von Willi Blöß
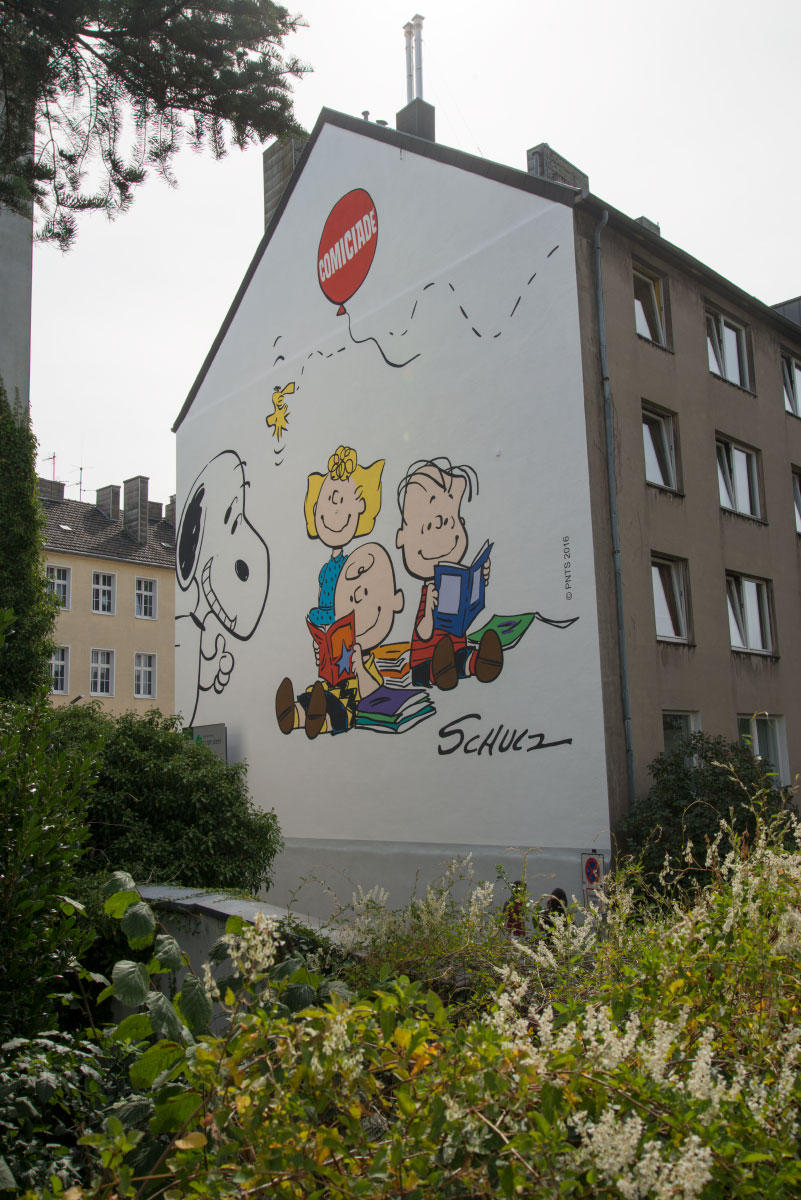
Mural in der Robensstraße